# Amphogona pusilla
Amphogona pusilla is een hydroïdpoliep uit de familie Rhopalonematidae. De poliep komt uit het geslacht Amphogona. Amphogona pusilla werd in 1909 voor het eerst wetenschappelijk beschreven door Hartlaub. 